# Zoológico Cervecería Modelo
El Zoológico Cervecería Modelo es un jardín zoológico de propiedad privada localizado en la vía La Cañada en el Municipio San Francisco del estado Zulia, al noroeste del país sudamericano de Venezuela. 
Fue creado en el año 1988 por un acuerdo entre la gerencia de la empresa Cervecería Modelo y el Ministerio del Ambiente de Venezuela. Esta bajo la supervisión de la Fundación Nacional de Parques, Zoológicos y Acuarios (Funpza).